# هاینریش ویلهلم گوتفرید فون والدایر-هارتس
هاینریش ویلهلم گوتفرید فون والدایر-هارتس (آلمانی: Heinrich Wilhelm Gottfried von Waldeyer-Hartz؛ ۶ اکتبر ۱۸۳۶ – ۲۳ ژانویهٔ ۱۹۲۱) یک دانشمند و کالبدشناس برجستهٔ اهل امپراتوری آلمان بود.
شهرت او به‌واسطهٔ تلفیق و جا انداختنِ «فرضیه نرون» در تشکیل دستگاه عصبی و همچنین ابداع واژهٔ «کروموزوم» است. دو بخش از بدن انسان به افتخار او نامگذاری شده‌است: «حلقهٔ لوزه والدایر» (یک حلقهٔ لنفاوی در حلق) و «غدد والدایر» (غددی در پلک انسان).